# Yusufu Lule
Yusufu Kironde Lule, född 10 april 1912 i Kampala, död 21 januari 1985 i London, var en ugandisk politiker; president 30 april-20 juni 1979. 1955 var han en av de tre afrikanska ministrarna i kolonialregeringen.